# Rheumaptera octolineata
Rheumaptera octolineata är en fjärilsart som beskrevs av Felix Bryk 1921. Rheumaptera octolineata ingår i släktet Rheumaptera och familjen mätare. Inga underarter finns listade.